# Carex giraudiasii
Carex giraudiasii är en halvgräsart som beskrevs av Augustin Abel Hector Léveillé. Carex giraudiasii ingår i släktet starrar, och familjen halvgräs. Inga underarter finns listade i Catalogue of Life.